# Bedattur, Madhugiri
Bedattur là một làng thuộc tehsil Madhugiri, huyện Tumkur, bang Karnataka, Ấn Độ.